# Pedro L. Marín
Pedro Luis Marín Uribe (Valencia, 1965) economista español y  profesor de la Universidad Carlos III de Madrid. Desde abril de 2008 a enero de 2011 desempeñó el cargo de Secretario de Estado de Energía. Desde junio de 2012, trabaja como Principal en la consultora The Brattle Group.

## Formación
Licenciado en Ciencias Económicas y Empresariales, Universidad de Valencia, 1988. En 1991 realizó un Master en Economía en la London School of Economics, donde en 1995 obtuvo el Doctorado en Economía.

## Trayectoria Profesional
En 1996 ganó una plaza como Profesor Titular del Departamento de Economía de la Universidad Carlos III de Madrid, donde, en diferentes etapas, ejerció como Decano de la Facultad de Ciencias Sociales y Jurídicas, Vicedecano para la Licenciatura en Economía, Director del Laboratorio de Economía Industrial, Subdirector del Master en Economía Industrial y responsable de Política de la Competencia en el Instituto Universitario de Derecho y Economía.
En mayo de 2004 fue nombrado director general del Departamento de Sociedad del Bienestar de la Oficina Económica del Presidente del Gobierno de España, desde donde coordinó y supervisó la política microeconómica en materia de sanidad, medioambiente, energía, política industrial, I+D+i, política del competencia, infraestructuras, transporte, agricultura y agua.
En mayo de 2008 Miguel Sebastián anunció su nombramiento como Secretario General de Energía del Ministerio de Industria, Turismo y Comercio, con el objetivo de “continuar con el desarrollo de las renovables, mejorar la eficiencia energética y asegurar el suministro”. En 2009, y dada la trascendencia de la política energética en España, la Secretaría General fue ascendida a Secretaría de Estado de Energía, manteniéndose Pedro L. Marín como secretario. Desde su cargo dirigió el proceso de liberalización energética en España, promovió una regulación pionera para las energías renovables, y estableció objetivos vinculantes para los biocarburantes. En 2010 presidió el Consejo de Energía durante la Presidencia española de la Unión Europea. En enero de 2011, cesó a petición propia como Secretario de Estado de Energía. 
Desde junio de 2012, trabaja como Principal en la consultora The Brattle Group.

## Labor Académica
Entre su trabajo analítico destacan sus estudios sobre política de la competencia y estructura de mercado en sectores regulados como la energía, el transporte aéreo y marítimo, el sector químico, el turismo y el farmacéutico así como sus artículos sobre Investigación y Desarrollo. Ha publicado sus resultados en varios libros y revistas internacionales especializadas como Journal of Law and Economics, Journal of Industrial Economics, International Journal of Industrial Organization, Research Policy y Energy Policy, entre otros.